# سوق هرج

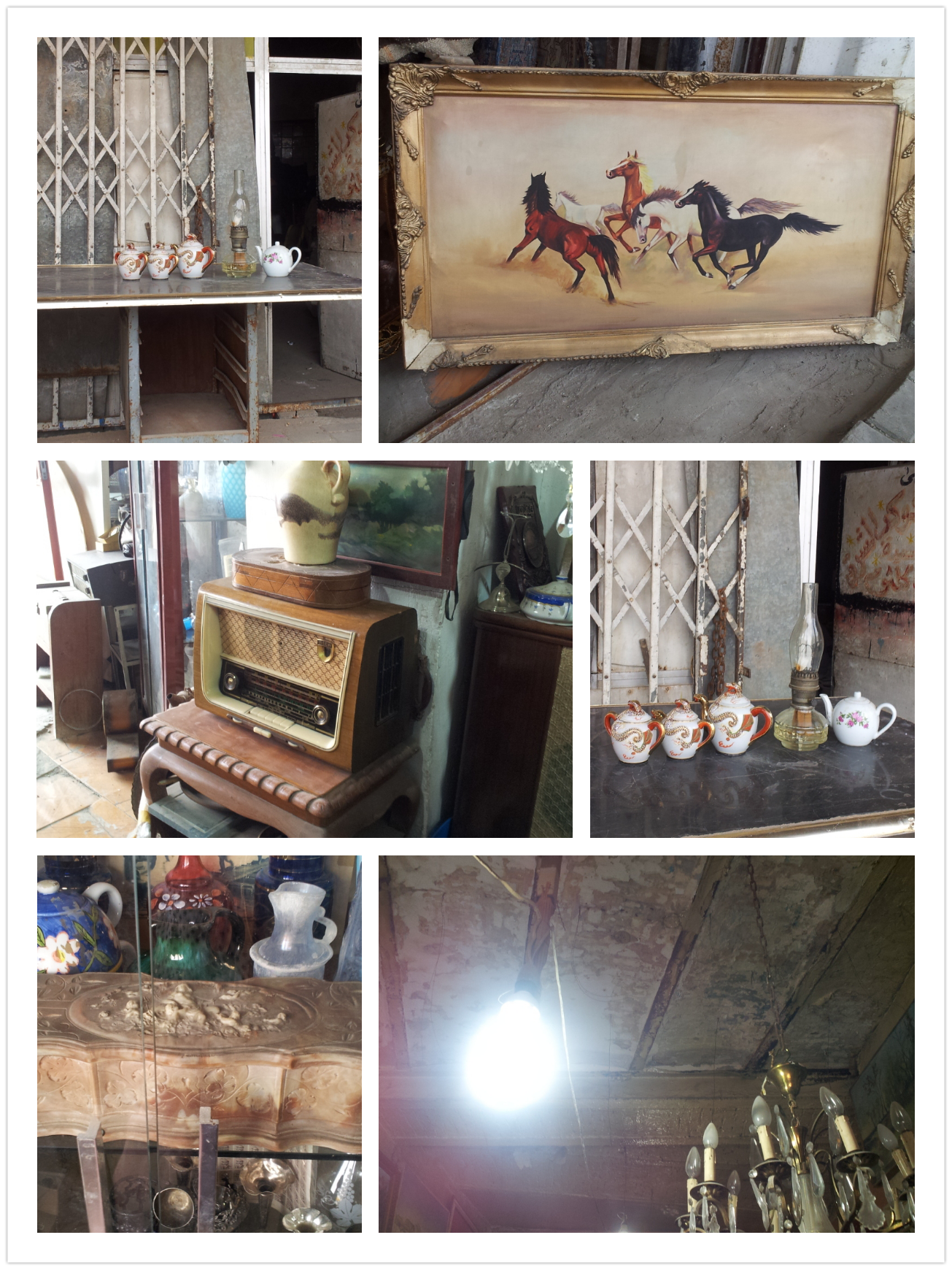
مجموعة ادوات قديمة وتحف في سوق هرج قرب شارع الرشيد

سوق هرج وهو سوق معروف في وسط مدينة بغداد لبيع الأدوات المستعملة والأغراض القديمة جداً والتي تكون ذات قيمة تاريخية أثرية، وقد تجد هناك فيه كل نادر وغريب وما لا تجده في غيره من الأسواق. وفيهِ الكثير من التحف الفنية الراقية ويرتاده الناس لانخفاض أسعار بضائعه.
ويختص هذا السوق بافتتاح خاص يوم الجمعة حيث يكثر فيه الباعة والمتسوّقون.
ويعتبر من معالم مدينة بغداد. حيث كان في مكانهِ مسجداً تاريخياً يعرف بجامع القبلانية، اندرس أثرهُ ولم يبقَ من الجامع سوى الحجرة المطلّة على سوق المغازجية والتي تضم رفاتين من علماء بغداد هما: الإمام أحمد القدوري المتوفي عام 428هـ، صاحب كتاب (نور الإيضاح)، وهو كتاب في الفقه الحنفي، والإمام محمد الوتري صاحب القصائد الوترية.
وتوجد أسواق تسمى بنفس الاسم وتشبه سوق هرج في بغداد من حيث الوظيفة في العديد من مدن العراق، حيث يوجد في الموصل سوق شعبي على نفس الشاكلة.

## تاريخ إنشاءهُ
ويرجع تاريخ بناء هذا السوق إلى عهد الدولة العثمانية حيث شقَّ الوالي العثماني ناظم باشا شارعاً سمي باسم شارع ( خليل باشا جاده سي ) على اسم خليل باشا حاكم بغداد عام 1910م، ثم سُمي باسم شارع الرشيد، وسمي السوق بأسم سوق الميدان وهي التسمية العربية القديمة لهُ، وأقدم من التسمية التركية (سوق هرج)، والتي تعني الفوضى وعدم النظام.
ولقد غنّت المغنية المعروفة أم كلثوم فيهِ عام 1935م، عندما قدمت إلى بغداد، ويحوي السوق أزقّة فيها دور للمطابع الغربية وبيوت للخشب في محلة الحيدرخانة، ومع امتداد سوق السراي، وتبدأ معالم السوق من جامع الحيدرخانة في شارع الرشيد من جهتهِ الشمالية حيث المقاهي البغدادية التاريخية القديمة وسوق السراي المتخصص في بيع الكتب، لغاية مطابع الصحف والجرائد العراقية القديمة كصحيفة الأحرار والبلاد وحبزبوز والزمان وغيرها.

## بعد احتلالالعراقعام2003
تعرّض السوق لعدة تخريبات وهجمات منوّعة بعد الغزو الأمريكي للعراق ولكنهُ صمد وما زال لهً روادهُ، وبقي هذا السوق في منطقة الميدان يبيع التحف الثمينة إضافة للملابس والأغطية والفرش والأحذية، بينما ظهرت أسواق أخرى على نفس شاكلته تبيع القديم من السلع في منطقة باب الشرقي ببغداد. 

## الموقع الإلكتروني للسوق
في عام 2006 انطلق سوق هرج على صفحات الانترنيت حيث المحاكات الحقيقية لسوق هرج بدون مخاطر التفجيرات العشوائيه حيث يتم البيع والشراء خلال شبكة الانترنيت.